# Julius von Safft
Julius Friedrich Wilhelm Louis von Safft (* 2. August 1812 in Breslau; † 13. Juli 1887 in Hirschberg) war ein preußischer Generalmajor.

## Leben

### Herkunft
Julius war der Sohn des späteren preußischen Generalleutnants Wilhelm von Safft (1780–1861) und dessen Ehefrau Karoline, geborene von Schmeling-Diringshofen (1789–1838).

### Militärkarriere
Safft besuchte die Kadettenhäuser in Potsdam und Berlin. Auf Wunsch seines Vaters kehrte er Mitte April 1828 zunächst nach Hause zurück und trat dann am 2. August 1829 als Kanonier in die Garde-Artillerie-Brigade der Preußischen Armee ein. Ab Oktober 1829 besuchte er für zwei Jahre die Vereinigte Artillerie- und Ingenieurschule. Zwischenzeitlich zum Portepeefähnrich befördert und Ende Februar 1831 zur 5. Artillerie-Brigade versetzt, absolvierte Safft die Artillerie- und Ingenieurschule ab Oktober 1832 für weitere zwei Jahre. Als Sekondeleutnant wurde er am 4. Dezember 1834 mit Patent vom 20. Oktober 1834 zum Artillerieoffizier ernannt. Von Oktober 1840 bis Juni 1841 war Safft zur Lehreskadron kommandiert, avancierte im Juni 1847 zum Premierleutnant und nahm als solcher 1848 während der Niederschlagung des Aufstandes in Posen am Gefecht bei Kurnik teil. Mit der Beförderung zum Hauptmann erfolgte am 30. Juni 1852 seine Versetzung in das 6. Artillerie-Regiment und im Jahr darauf die Ernennung zum Batteriechef. Am 14. September 1860 wurde Safft als Artillerieoffizier vom Platz nach Danzig versetzt und am 9. September 1861 zum Major befördert. Unter Belassung in dieser Stellung wurde er am 7. Juli 1864 zur 6. Artillerie-Brigade versetzt und am 6. Dezember 1864 zum Kommandeur der I. Abteilung im Festungs-Artillerieregiment Nr. 5 ernannt. Als Oberstleutnant führte Safft 1866 während des Krieges gegen Österreich eine Abteilung des 1. Reserve-Feldartillerie-Regiments in den Kämpfen bei Münchengrätz und Königgrätz.
Nach dem Friedensschluss stieg Safft am 30. Oktober 1866 zum Kommandeur der II. Abteilung des Schlesischen Feldartillerie-Regiments Nr. 6 auf. Ab 2. August 1867 fungierte er als Regimentskommandeur und wurde in dieser Eigenschaft am 22. März 1868 zum Oberst befördert. Unter Verleihung des Roten Adlerordens III. Klasse mit Schleife und der Berechtigung zum Tragen seiner Regimentsuniform nahm Safft am 12. Februar 1870 seinen Abschied mit Pension. Zehn Tage später wurde er mit seiner Pension und der Uniform der 6. Artillerie-Brigade zur Disposition gestellt.
Anlässlich des Krieges gegen Frankreich wurde Safft reaktiviert und für die Dauer des mobilen Verhältnisses vom 2. November 1870 bis zum 31. März 1871 als Kommandeur der immobilen Artillerie des V. Armee-Korps verwendet. In Anerkennung seiner geleisteten Dienste verlieh ihm Kaiser Wilhelm I. am 15. Mai 1873 den Charakter als Generalmajor.

### Familie
Safft verheiratete sich am 23. September 1843 in Posen mit Klara Marie Sofie Helling (1825–1901). Aus der Ehe gingen zwei Kinder hervor:
- Alida Klara (* 1844)

⚭ 02. März 1867 in Danzig August von Heydebreck († 26. März 1876), preußischer Hauptmann
⚭ 23. September 1876 in Hirschberg Ernst Jerusalem, Schriftsteller
- Viktor Alfons (1849–1916), preußischer Generalleutnant ⚭ 26. November 1890 in Posen Hedwig Hausleutner (* 1868)